# Ruský rubl
Ruský rubl (rusky рубль) je zákonné platidlo Ruska. Jeho ISO 4217 kód je od roku 1998 RUB. V tomto roce provedlo Rusko měnovou reformu, kdy se z 1000 starých rublů RUR stal 1 nový rubl RUB. Jedna setina rublu se nazývá kopějka (rusky копeйка). Název rubl nesly i měny, které používaly předchůdci současné Ruské federace – carské Rusko a Sovětský svaz.
Symbolem rublu je od 11. prosince 2013 písmeno Р s přetaženým spodním ramenem doplněným druhou rovnoběžnou úsečkou o něco níže, tedy . Ve standardu Unicode verze 7.0.0, vydaném 16. června 2014 je už znak ₽ zařazen pod kódem U+20BD RUBLE SIGN.
Směnný kurs 14. srpna 2023 činil 101,04 rublu za americký dolar. Ruská centrální banka ve snaze zastavit pokles hodnoty rublu v srpnu 2023 oznámila, že pozastavila do konce roku nákup zahraničních měn.

## Mince
Současné platné mince mají hodnoty 1, 5, 10, 50 kopějek a 1, 2, 5 a 10 rublů.
Mince v hodnotách 1 a 5 kopějek se používají sporadicky pro svou příliš nízkou hodnotu (méně než 1 český halíř) a v některých případech dokonce nejsou ve službách přijímány pro placení. Centrální banka Ruska dokonce přistoupila ke kroku, kdy v roce 2008 stáhla mince této hodnoty z oběhu a nutila všechny ceny zaokrouhlit na násobky desetikopějek, ačkoliv k tomuto cíli nebylo úspěšně dospěno ve všech případech. V roce 2012 bylo oznámeno, že se nové mince těchto nominálních hodnot přestaly razit, v roce 2018 se přestaly razit veškeré nové mince kopějek.
| Současné platné mince | Současné platné mince | Současné platné mince | Současné platné mince | Současné platné mince | Současné platné mince     | Současné platné mince | Současné platné mince | Současné platné mince | Současné platné mince |
| Vyobrazení            | Vyobrazení            | Hodnota               | Technické vlastnosti  | Technické vlastnosti  | Technické vlastnosti      | Popis | Popis                 | Popis                 | Roky ražení           |
| Líc                   | Rub                   | Hodnota               | Průměr                | Hmotnost              | Materiál                  | Hrana | Rub                   | Líc                   | Roky ražení           |
| --------------------- | --------------------- | --------------------- | --------------------- | --------------------- | ------------------------- | --- | --------------------- | --------------------- | --------------------- |
|                       |                       | 1 kopějka             | 15,5 mm               | 1,50 g                | Bimetal mědiniklu a oceli | Kulatá, hladká | Svatý Jiří            | Nominální hodnota     | 1997–2017             |
|                       |                       | 5 kopějek             | 18,5 mm               | 2,60 g                | Bimetal mědiniklu a oceli | Kulatá, hladká | Svatý Jiří            | Nominální hodnota     | 1997–2017             |
|                       |                       | 10 kopějek            | 17,5 mm               | 1,95 g                | Mosaz                     | Kulatá, vroubkovaná (98 vroubků)                                                                                             | Svatý Jiří            | Nominální hodnota     | 1997–2006             |
|                       |                       | 10 kopějek            | 17,5 mm               | 1,85 g                | Pomosazovaná ocel         | Kulatá, hladká | Svatý Jiří            | Nominální hodnota     | 2006–2015             |
|                       |                       | 50 kopějek            | 19,5 mm               | 2,90 g                | Mosaz                     | Kulatá, vroubkovaná (105 vroubků)                                                                                            | Svatý Jiří            | Nominální hodnota     | 1997–2006             |
|                       |                       | 50 kopějek            | 19,5 mm               | 2,75 g                | Pomosazovaná ocel         | Kulatá, hladká | Svatý Jiří            | Nominální hodnota     | 2006–2015             |
|                       |                       | 1 rubl                | 20,5 mm               | 3,25 g                | Mědinikl                  | Kulatá, vroubkovaná (110 vroubků)                                                                                            | Znak Ruské banky      | Nominální hodnota     | 1997–2009             |
|                       |                       | 1 rubl                | 20,5 mm               | 3,00 g                | Poniklovaná ocel          | Kulatá, vroubkovaná (110 vroubků)                                                                                            | Znak Ruské banky      | Nominální hodnota     | 2009–2015             |
|                       |                       | 1 rubl                | 20,5 mm               | 3,00 g                | Poniklovaná ocel          | Kulatá, vroubkovaná (110 vroubků)                                                                                            | Státní znak Ruska     | Nominální hodnota     | 2016–dosud            |
|                       |                       | 2 rubly               | 23 mm                 | 5,10 g                | Mědinikl                  | Kulatá, střídavě hladká a vroubkovaná (84 vroubků rozdělených do 12 částí se střídá s 12 hladkými částmi)                    | Znak Ruské banky      | Nominální hodnota     | 1997–2009             |
|                       |                       | 2 rubly               | 23 mm                 | 5,00 g                | Poniklovaná ocel          | Kulatá, střídavě hladká a vroubkovaná (84 vroubků rozdělených do 12 částí se střídá s 12 hladkými částmi)                    | Znak Ruské banky      | Nominální hodnota     | 2009–2015             |
|                       |                       | 2 rubly               | 23 mm                 | 5,00 g                | Poniklovaná ocel          | Kulatá, střídavě hladká a vroubkovaná (84 vroubků rozdělených do 12 částí se střídá s 12 hladkými částmi)                    | Státní znak Ruska     | Nominální hodnota     | 2016–dosud            |
|                       |                       | 5 rublů               | 25 mm                 | 6,45 g                | Bimetal mědi a mědiniklu  | Kulatá, střídavě hladká a vroubkovaná (60 vroubků rozdělených do 12 částí se střídá s 12 hladkými částmi)                    | Znak Ruské banky      | Nominální hodnota     | 1997–2009             |
|                       |                       | 5 rublů               | 25 mm                 | 6,00 g                | Poniklovaná ocel          | Kulatá, střídavě hladká a vroubkovaná (60 vroubků rozdělených do 12 částí se střídá s 12 hladkými částmi)                    | Znak Ruské banky      | Nominální hodnota     | 2009–2015             |
|                       |                       | 5 rublů               | 25 mm                 | 6,00 g                | Poniklovaná ocel          | Kulatá, střídavě hladká a vroubkovaná (60 vroubků rozdělených do 12 částí se střídá s 12 hladkými částmi)                    | Státní znak Ruska     | Nominální hodnota     | 2016–dosud            |
|                       |                       | 10 rublů              | 22 mm                 | 5,63 g                | Pomosazovaná ocel         | Kulatá, střídavě hladká a vroubkovaná (6 částí o pěti vroubcích a 6 částí po sedmi vroubcích se střídá s 12 hladkými částmi) | Znak Ruské banky      | Nominální hodnota     | 2009–2015             |
|                       |                       | 10 rublů              | 22 mm                 | 5,63 g                | Pomosazovaná ocel         | Kulatá, střídavě hladká a vroubkovaná (6 částí o pěti vroubcích a 6 částí po sedmi vroubcích se střídá s 12 hladkými částmi) | Státní znak Ruska     | Nominální hodnota     | 2016–dosud            |

## Bankovky
Od roku 1997 jsou bankovky tisknuty v nominálních hodnotách 5, 10, 50, 100, 500, 1000 a 5000 rublů. Bankovky 5 a 10 rublů jsou již postupně stahovány z oběhu a nahrazovány mincemi o stejné nominální hodnotě. V roce 2017 přibyly do oběhu bankovky s hodnotou 200 a 2000 rublů, sérii z roku 2017 později v roce 2022 doplnila nová podoba bankovky v hodnotě 100 rublů, série by měla být do roku 2025 doplněna o nové podoby všech ostatních bankovek.
| Série bankovek z roku 1997 | Série bankovek z roku 1997 | Série bankovek z roku 1997 | Série bankovek z roku 1997 | Série bankovek z roku 1997 | Série bankovek z roku 1997 | Série bankovek z roku 1997                  | Série bankovek z roku 1997                 |
| Vyobrazení                 | Vyobrazení                 | Hodnota                    | Rozměry                    | Barva                      | Popis                      | Popis                                       | Popis                                      |
| Líc                        | Rub                        | Hodnota                    | Rozměry                    | Barva                      | Město/region               | Líc                                         | Rub                                        |
| -------------------------- | -------------------------- | -------------------------- | -------------------------- | -------------------------- | -------------------------- | ------------------------------------------- | ------------------------------------------ |
|                            |                            | 5 rublů                    | 137 × 61 mm                | Zelená                     | Novgorod                   | Pomník Tisíciletí Ruska a chrám svaté Žofie | Hradba Novgorodského dětince               |
|                            |                            | 10 rublů                   | 150 × 65 mm                | Zelenohnědá                | Krasnojarsk                | Most přes řeku Jenisej                      | Krasnojarská přehrada                      |
|                            |                            | 50 rublů                   | 150 × 65 mm                | Světlomodrá                | Petrohrad                  | Petropavlovská pevnost                      | Budova bývalé burzy a Rostrální sloup      |
|                            |                            | 100 rublů                  | 150 × 65 mm                | Hnědozelená                | Moskva                     | Sousoší na průčelí divadla Bolšoj těatr     | Bolšoj těatr                               |
|                            |                            | 500 rublů                  | 150 × 65 mm                | Fialovočervená             | Archangelsk                | Pomník Petra Velikého, přístav              | Solovecký klášter na Soloveckých ostrovech |
|                            |                            | 1000 rublů                 | 157 × 69 mm                | Modrozelená                | Jaroslavl                  | Pomník Jaroslava I. Moudrého                | Chrám sv. Jana Křtitele                    |
|                            |                            | 5000 rublů                 | 157 × 69 mm                | Červenooranžová            | Chabarovsk                 | Pomník Nikolaje Muravjova-Amurského         | Chabarovský most přes řeku Amur            |

| Série bankovek z let 2017–2025 | Série bankovek z let 2017–2025 | Série bankovek z let 2017–2025 | Série bankovek z let 2017–2025 | Série bankovek z let 2017–2025 | Série bankovek z let 2017–2025 | Série bankovek z let 2017–2025 | Série bankovek z let 2017–2025 | Série bankovek z let 2017–2025     |
| Vyobrazení                     | Vyobrazení                     | Hodnota                        | Rozměry                        | Barva                          | Barva                          | Popis                          | Popis                          | Popis                              |
| Líc                            | Rub                            | Hodnota                        | Rozměry                        | Barva                          | Barva                          | Město/region                   | Líc                            | Rub                                |
| ------------------------------ | ------------------------------ | ------------------------------ | ------------------------------ | ------------------------------ | ------------------------------ | ------------------------------ | ------------------------------ | ---------------------------------- |
|                                |                                | 100 rublů                      | 150 × 65 mm                    |                                | oranžová                       | Centrální Rusko                | Dominanty Moskvy               | Rževský památník sovětským vojákům |
|                                |                                | 200 rublů                      | 150 × 65 mm                    |                                | zelená                         | Sevastopol, Republika Krym     | Chersonésos                    | Pomník potopeným lodím             |
|                                |                                | 1000 rublů                     | 157 × 69 mm                    |                                | tyrkysová                      | Povolžský federální okruh      | Nižnij Novgorod                | Kazaň, Ufa                         |
|                                |                                | 2000 rublů                     | 157 × 69 mm                    |                                | modrá                          | Dálný východ                   | Ruský most                     | Kosmodrom Vostočnyj                |
|                                |                                | 5000 rublú                     | 157 × 69 mm                    |                                | červená                        | Uralský federální okruh        | Jekatěrinburg                  | Čeljabinsk, Salechard              |